# Gate terminal
De Gate terminal is de eerste Nederlandse LNG-importterminal. Met de bouw is in 2008 gestart en het aanlandstation is op 23 september 2011 door koningin Beatrix in gebruik genomen. De terminal had toen een doorzetcapaciteit van 12 miljard m³ gas per jaar. Er zijn drie opslagtanks elk met een inhoud van ongeveer 180.000 m³ en twee aanlegsteigers. Een vierde LNG-tank wordt naar verwacht in 2026 operationeel. Dan wordt de totale hervergassingscapaciteit 20 miljard m³ gas per jaar.
De terminal ligt in Rotterdam op de Maasvlakte aan weerszijden van de Maasvlakte Olie Terminal, dicht bij de Noordzee. De steigers liggen in de nieuw gegraven Nijlhaven aan de kant van de Nieuwe Waterweg, de opslagtanks bevinden zich aan de andere kant van de MOT aan de Yangtzehaven.

## Aanleiding
In Europa zal de vraag naar gas belangrijk toenemen terwijl de gasvelden uitgeput raken. Door de aardbevingen is de gasproductie uit het Groningenveld bijna tot nul gereduceerd waardoor Nederland een importeur van aardgas is geworden. Veel gas wordt al geïmporteerd via pijpleidingen uit landen als Rusland en Noorwegen. Om de kwetsbaarheid van de gasimporten via pijplijnen te verminderen is LNG een belangrijk alternatief. Landen in het Midden-Oosten en Noord Afrika zijn belangrijke, maar zeker niet de enige, producenten van vloeibaar aardgas.

## Activiteiten
De Gate terminal had bij de opening een doorzetcapaciteit van 12 miljard m³ gas per jaar. Investeringen zijn reeds in gang gezet om vanaf 2024 zo'n 16 miljard m³ aardgas te kunnen doorzetten en studies worden gedaan om capaciteit vanaf 2026 verder uit te breiden tot 20 miljard m³ per jaar. Er zijn drie opslagtanks elk met een inhoud van ongeveer 180.000 m³ en twee aanlegsteigers. Een vierde opslagtank is noodzakelijk om de gewenste doorzet vanaf 2026 te kunnen bereiken.
In 2018 werden 104 schepen door klanten van Gate Terminal gelost en geladen (2015: 49 schepen). Er werd gas omgezet in 2,5 miljard m³ aardgas voor transport via pijplijnen en meer dan 2800 vrachtwagens werden geladen voor bestemmingen in Europa. In 2022 legden 176 grote tankers aan en de doorzet was 14,4 miljard m³, dit is een verdubbeling ten opzichte van 2021. Er werden in 2022 zo'n 8600 vrachtwagens en containers geladen.

#### Terminal voor grootschalige LNG import
N.V. Nederlandse Gasunie en Koninklijke Vopak N.V. zijn de oprichters van Gate terminal. Gate is een afkorting van Gas Access To Europe, een LNG-importterminal. LNG – Liquefied Natural Gas - is aardgas dat wordt afgekoeld tot circa −160 °C waardoor het vloeibaar wordt. In vloeibare vorm neemt gas 600 keer minder volume in dan gasvormig aardgas waardoor het gemakkelijker in speciale schepen over grote afstanden is te transporteren. De huidige generatie LNG-schepen kunnen 120.000 tot 154.000 m³ vloeibaar gas vervoeren, maar er zijn concrete plannen voor schepen met een capaciteit tot 250.000 m³.
Bij de steigers van de Gate terminal kunnen de grootste LNG-tankers afmeren. Het vloeibare gas wordt van daar overgepompt en opgeslagen in drie opslagtanks met een capaciteit van 180.000 m³ elk, waardoor een totaal van 540.000 m³ wordt bereikt. Ten slotte kan op de terminal de LNG weer in gasvorm worden omgezet. In totaal kon jaarlijks 12 miljard m³ via het bestaande gastransportnet naar de uiteindelijke gebruiker worden getransporteerd. Deze capaciteit is voldoende om alle 7 miljoen huishoudens in Nederland jaarlijks van aardgas te voorzien. De LNG-terminal heeft rond de € 800 miljoen gekost. In de toekomst kan de capaciteit van de terminal nog met 4 miljard m³ gas worden uitgebreid als de vraag daartoe aanleiding geeft.
Met vier grote Europese energiebedrijven, Dong Energy, EconGas OMV, Essent (sinds september 2009 overgenomen door RWE) en ten slotte E.ON Ruhrgas zijn meerjarige afspraken gemaakt waarmee de gehele capaciteit is gecontracteerd. Deze vier bedrijven hebben elk ook een belang van 5% in Gate terminal verworven. Op 1 juli 2010 had Gasunie haar 40% belang in Gate terminal verhoogd tot 42,5%.
Medio maart 2010 sloot Dong Energy een contract met het Spaanse nutsbedrijf Iberdrola. Iberdrola zal jaarlijkse 1 miljard m³ aardgas in de vorm van LNG leveren tussen 2011-2021. Het LNG is voornamelijk afkomstig uit Nigeria, Noorwegen en Algerije en zal worden afgeleverd bij de Gate terminal. Dit is het eerste openbare contract met de Rotterdamse terminal als loshaven. Het Nederlandse energiebedrijf Eneco heeft in 2010 eveneens een meerjarencontract gesloten voor de jaarlijkse doorzet van 1 miljard m³ aardgas.
Op 13 juni 2011 is de eerste tanker met LNG aangemeerd om te lossen. De 'British Trader' van oliemaatschappij BP heeft 130.000 m³ vloeibaar gas gelost. Op 23 september 2011 heeft Koningin Beatrix de terminal officieel geopend.
In oktober 2013 maakte E.ON bekend 10 miljard m³ te gaan kopen van Qatargas in Qatar. De leveringen beginnen in 2014 en het contract heeft een looptijd van vijf jaar. Het LNG werd gelost bij de Gate terminal.
Begin 2014 werd bekend dat medio 2013 Dong Energy haar belang van 5% verkocht heeft aan Gasunie en VOPAK, wel blijft Dong Energy klant bij Gate.
In oktober 2021 maakte het bedrijf een uitbreiding van de capaciteit bekend met 1,0 miljard m³ per jaar. Inclusief een kleiner project komt in 2024 de totale capaciteit van de terminal op 13,5 miljard m³ per jaar. Uniper wil de LNG activiteiten uitbreiden waarvoor de vergroting van de capaciteit noodzakelijk is. Uniper is de grootste klant van Gate terminal en heeft een langetermijncontract met een capaciteit van 4 miljard m³.
In augustus 2023 werd besloten een vierde LNG-tank bij Gate terminal te bouwen die naar verwachting in de tweede helft 2026 operationeel zal zijn. De opslagtank krijgt een capaciteit van 180.000 m³ en jaarlijks kan 4 miljard m³ aardgas extra worden hergast. De totale investering bedraagt ongeveer € 350 miljoen.

#### LNG Breakbulk terminal
In het najaar van 2011 heeft Gate terminal een vergunning aangevraagd om LNG-schepen te mogen herladen. Grote en kleinere LNG-schepen kunnen dan bij de terminal met LNG worden geladen voor andere bestemmingen. Deze krijgt een overslagcapaciteit van 1,3 miljoen ton LNG per jaar. De werkzaamheden om faciliteiten te realiseren voor de overslag en doorvoer van LNG in kleinere schepen zijn gestart. Om kleinere steigers te realiseren en laadplekken voor LNG-tankwagens te bouwen is een gebied ten westen van de huidige locatie aangevraagd.
Gate terminal wil een actieve rol spelen om LNG in Nederland beschikbaar te maken als brandstof voor de scheepvaart. Er zal een soort tankstation komen tussen terminals Gate en Euromax (containers) die ook andere nog te bouwen LNG-stations elders in het land van vloeibaar gas kan voorzien. Met de investering is circa 40 miljoen euro gemoeid en zal volgens de plannen eind 2014 gereed zijn. Het gebruik van LNG in plaats van stookolie zal de uitstoot van broeikasgassen, zwavel en fijnstof aanzienlijk reduceren. Het doel is om in 2015 ten minste 50 binnenvaart- en hetzelfde aantal zeeschepen en nog eens 500 vrachtwagens LNG als brandstof te laten gebruiken. Begin 2013 kwam de binnenvaarttanker 'Greenstream' in de vaart. Deze tanker vaart als eerste volledig lng-elektrisch waardoor de uitstoot van kooldioxide (CO2) en stikstofoxiden (NOx) met respectievelijk meer dan 25% en 80% gereduceerd. Bovendien komt er geen zwaveloxide (SO2) en fijnstof vrij.
In augustus 2016 werd de nieuwe laadplaats in gebruik genomen. Hier kunnen kleinere vaartuigen terecht om LNG te laden en vervolgens vervoeren deze het vloeibare gas naar plekken waar de grote gastankers niet kunnen komen, in kleinere zee- of rivierhavens. Er kunnen ook schepen LNG tanken die de brandstof zelf gebruiken. Ladingen van 1000 m³ tot 20.000 m³ kunnen hier worden ingenomen met een maximale laadsnelheid van 1000 m³ per uur. De nieuwe plaats kan per jaar zo'n 280 scheepsbezoeken aan.

## Andere LNG-terminalprojecten in Nederland

### Eemshaven
Gasunie en Vopak onderzoeken ook de haalbaarheid van een nieuwe LNG-terminal in de Groningse Eemshaven. Beide bedrijven hebben elk een belang van 25% in het project. Essent, sinds 30 september 2009 in handen van het Duitse energiebedrijf RWE, is de derde partner met een belang van 50%. Op de terminal komt een aanlegsteiger voor LNG-schepen en twee opslagtanks van elk 180.000 m³ vloeibaar gas. De terminal krijgt een doorzet capaciteit van 10 tot 12 miljard m³ aardgas per jaar. Er is ruimte voor een derde opslagtank als de vraag daartoe aanleiding geeft. Het bouwbesluit zal eind 2011 worden genomen waardoor de terminal in de loop van 2015 operationeel zijn. Op 1 september 2010 maakten de initiatiefnemers Essent, Vopak en Gasunie bekend de geplande terminal voor vloeibaar aardgas niet te bouwen. Het haalbaarheidsonderzoek toonde aan dat de investering in een grootschalige opslag- en doorvoerterminal economisch niet haalbaar is.
In juli 2015 besloten Gasunie en Groningen Seaports de plannen weer te reanimeren en gaan de mogelijkheden onderzoeken om in Eemshaven een LNG terminal aan te leggen. Door aardbevingen in Groningen wordt de productie van aardgas hier beperkt en een extra LNG-faciliteit vergroot de importmogelijkheden van aardgas.

### Rotterdam
Het Britse bedrijf 4Gas heeft in maart 2010 de plannen voor een tweede LNG-terminal op de Rotterdamse Maasvlakte afgeblazen. 4Gas wilde een terminal bouwen met een doorzetcapaciteit van ten minste 9 miljard m³ per jaar. De klanten en belangrijkste afnemers van het gas waren niet bereid langjarige contracten van 20 jaar, die gebruikelijk zijn, aan te gaan volgens de woordvoerder van het bedrijf.